# Pagamea velutina
Pagamea velutina är en måreväxtart som beskrevs av Julian Alfred Steyermark. Pagamea velutina ingår i släktet Pagamea och familjen måreväxter. Inga underarter finns listade i Catalogue of Life.